# Кунченко, Юрий Петрович
Юрий Петрович Кунченко (26 мая 1939, Ростов-на-Дону, Россия, — 6 августа 2006, Черкассы, Украина)  — украинский математик, доктор физико-математических наук, профессор.
Заслуженный работник науки и техники Украины, академик Инженерной академии, академии Связи Украины и Нью-Йоркской академии наук. Базовая специальность — радиофизика и электроника. Род деятельности — научно-педагогическая.

## Биографические сведения
Родился в 1939 году в семье военнослужащего.
В 1962 г. окончил радиофизический факультет Томского государственного университета.
В 1973  г. защитил диссертацию на соискание ученой степени кандидата физико-математических наук в Совете при Томском университете по специальности радиофизика, включая квантовую на тему: «Использование рядов Вольтера для нахождения неизвестных параметров случайных процессов».
1979 г. Кунченко переехал в Кировоград, где работал в Кировоградском институте сельскохозяйственного машиностроения на кафедре математики, которую впоследствии и возглавил.
В 1983 г. ему присвоено ученое звание доцента.
1988 г. защитил диссертацию на соискание ученой степени доктора физико-математических наук в специализированном ученом совете при Харьковском государственном университете по специальности «Радиофизика, включая квантовую радиофизику».
В 1989 г. присвоено ученое звание профессора по кафедре Высшей математики.
В 1990 г. Юрия Кунченко пригласили возглавить кафедру радиотехники в Черкасском инженерно-технологическом институте, где ему удалось создать свою уникальную мощную научную школу, основным направлением которой является разработка теории нелинейных методов обработки негауссовских сигналов на основе применения стохастических полиномов.
В 1992 г. избран действительным членом Инженерной академии Украины, а в 1995 г. — действительным членом Нью-Йоркской академии наук.
В 1996 г. Кунченко Ю. П. избран «Международной человеком года 1995/1996» Международным биографическим центром в Кембридже, Англия, а в 1997  г. — «Международной человеком года 1997» Американским биографическим центром, США.
В 1998 г. занесен в книгу «2000 выдающихся людей 20-го века», изданную Международным биографическим центром в Кембридже, Англия, награждён медалью с аналогичным названием.
В 1999  г. награждён знаком «Отличник образования Украины».
В 2000 г. был избран почетным гражданином г. Черкассы.
Ю. П. Кунченко был действительным членом Королевского статистического общества Обработки Сигналов Академии Наук Великобритании.
20 января 2006 г. указом Президента Украины ему присвоено почетное звание «Заслуженный работник науки и техники».
За годы своей деятельности Кунченко Ю. П. работал:
1962—1967  гг. — инженер, ст. инженер, начальник Вычислительного центра Томского государственного университета;
1967—1974  гг. — ст. научный сотрудник, заместитель заведующего отделом кибернетики Сибирского научно-исследовательского физико-технического института при Томском университете;
1974—1978  гг. — заведующий научно-исследовательской лабораторией вычислительных систем Сибирского физико-технического института;
1978—1979  гг. — ст. преподаватель, доцент факультета прикладной математики и кибернетики Томского университета;
1979—1984  гг. — доцент кафедры Высшей математики Кировоградского института сельскохозяйственного машиностроения., г. Кировоград, Украина;
1984—1990  гг. — заведующий кафедрой Высшей математики Кировоградского института сельскохозяйственного машиностроения;
1990—2006  гг. — заведующий кафедрой радиотехники Черкасского инженерно-технологического института, затем Черкасского государственного технологического университета, г. Черкассы, Украина;
2005—2006  гг. — проректор по научной работе и международным связям Черкасского государственного технологического университета.
Жена  — Валентина Ивановна Кунченко-Харченко, президент Благотворительного фонда «Научная школа им. Юрия Петровича Кунченко, доктора ф.-м. н., профессора, академика».

## Научная деятельность
Ю. П.  Кунченко является автором нового научного направления в области нелинейной статистической обработки негауссовских сигналов. Им были предложены новые методы оценки параметров случайных процессов, основанные на использовании стохастических полинонимов. Он является автором монографии «Нелинейная оценка параметров негауссовских радиофизических сигналов».
Юрием Петровичем Кунченко создана научная школа, которая по определению известных ученых, является опознавательным знаком Черкасской национальной школы статистического анализа. Развитие новой теории и методов профессора Юрия Петровича Кунченко носит фундаментальный характер и нашел свое дальнейшее продолжение в созданной им научной школе, которая не имеет аналогов ни в отечественной, ни в зарубежной практике.
Кунченко Ю. П. является автором более 150 научных работ, среди которых шесть монографий.
- Монографии Кунченко Юрия Петровича

## Патенты Кунченко Юрия Петровича
- Патенты

## Награды
Оценкой его достижений являются почетные награды:
в 1996 г. «Международным биографическим центром» в Кембридже и он был избран Международной человеком года 1995—1996 г.г., в 1997 г. — Международной человеком года «Американским биографическим институтом», в 1998 г. — занесен в книгу «2000 выдающихся людей 20-го века», где ему вручили медаль с аналогичным названием.
Пробуждению патриотических чувств студенчества Черкасского государственного технологического университета способствует музей истории радиотехники имени профессора Ю.  П.  Кунченко. Учитывая выдающиеся заслуги в области радиотехники, весомый личный вклад в подготовку высококвалифицированных кадров для народнохозяйственного комплекса Украины, подготовку молодых научных кадров кандидатов и докторов наук решением Ученого совета ЧГТУ от 18 сентября 2006  г. учебной аудитории № 311 корпуса № 1 присвоено имя доктора физико-математических наук, профессора, академик а Инженерной академии наук Украины, Нью-Йоркской академии наук, действительный член Королевского статистического общества обработки сигналов академии наук Великой британии, действительного члена общества ИЭЭ, заслуженного работника науки и техники Украины, основателя и первого заведующего кафедрой радиотехники (1999—2006  гг.), проректора по научной работе и международным связям Черкасского государственного технологического университета (2005—2006  гг.) Кунченко Юрия Петровича. В аудитории размещены экспозиционный фонд, посвященный жизненному и научному пути профессора Ю.  П.  Кунченко. Проходят научные собрания ученых созданной Ю.  П.  Кунченко научной школы по проблемам обработки негаусивських сигналов.
Стало традицией 26 мая  — в день рождения Ю.  П.  Кунченко  — в аудитории его имени проводить научно-практические конференции, круглые столы, научные семинары.